# Alfred Richeux
Alfred Richeux (Plévenon, 7 mei 1945) is een voormalig Frans wielrenner die gespecialiseerd was in de cyclocross.
Alfred Richeux is de oudere broer van Jean-Michel Richeux, ook een oud-wielrenner.

## Overwinningen
1966
- Cyclocross Lanarvily

1967
- Cyclocross Lanarvily

1968
- Cyclocross Lanarvily

1969
- Cyclocross Lanarvily (met Yves Ravaleu)

1970
- Cyclocross Lanarvily

## Grote rondes
Geen